# Syrská eparchie Arethusa
Eparchie Arethusa je titulární diecéze syrské katolické církve.

## Historie
Arethusa je starobylá diecéze syrské pravoslavné církve, nazývané též Jakobitská církev.
Dnes je Arethusa využívána jako titulární biskupské sídlo; současným titulárním biskupem je Rami Flavian Al-Kabalan, apoštolský vizitátor Západní Evropy a Austrálie.

## Seznam titulárních biskupů
- 1912 – 1918 Moisé Sarkis
- 1921 – 1942 Théophile Joseph Georgi
- 1949 – 1949 Atanasio Paolo Hindo
- 1953 – 1956 Joseph Parecattil
- 1969 – 1986 Sebastian Mankuzhikary
- 1995 – 1996 Flavien Joseph Melki
- 2020 – dosud Rami Flavian Al-Kabalan